# Guerra de Rècia
La guerra de Rècia va ser un conflicte bèl·lic ocorregut a les províncies frontereres de Rècia Segona i Nòric Ripense, entre els anys 401 i 402, que va enfrontar a grups de vàndals i alans contra l'Imperi romà d'Occident.

## Antecedents
Els gots dirigits per Alaric havien quedat establerts en la prefectura d'Il·líria en virtut del tractat de pau amb l'Imperi oriental que va donar fi a la guerra entre 395 i 398 i pel qual Alaric, fins i tot, va ser nomenat magister militum per Illyricum. Dos anys després, el 400, es va produir una reacció anti-goda dins del govern de Constantinoble que va aconseguir eliminar la influència d'altres grups gots en el govern i exèrcit, causant la mort de Gaines. Alaric, va preveure un futur incert per a ell i els seus seguidors dins de l'Imperi oriental i a la tardor de 401 va decidir envair l'occidental amb la finalitat d'obligar al seu govern a donar-los terres on assentar-se. Sembla, segons Claudià, que Alaric va arribar a un acord amb grups de vàndals i d'alans perquè, poc abans de la seva invasió, ataquessin les províncies de Rècia Segona i de Nòric Ripense, situades al nord dels Alps i així distreure a l'exèrcit romà mentre ell atacava per l'est.

## Els exèrcits enfrontats
Les tropes romanes que se situaven a les fronteres eren conegudes com limitanei i en el tram objecte de l'atac estaven dirigides pel dux Raetiae i el dux Pannoniae I. Eren unitats estàtiques l'objectiu de les quals era rebutjar els atacs menors i per a aquells de major entitat, presentar una primera resistència a l'espera que l'exèrcit mòbil, de qualitat superior, arribés per a enfrontar-se als invasors. El que va participar en la guerra va ser l'establert a Itàlia baix comandament directe del general en cap Estilicó.
D'acord amb Claudià, els grups que van participar a la invasió van trencar algun acord previ amb el govern imperial, bé de no agressió o bé de col·laboració com a mercenaris. Encara que aquest autor només va esmentar expressament als vàndals, ha estat element habitual en la historiografia incloure, també, a grups d'alans. Cap dels pobles habitava tradicionalment l'àrea immediatament al nord de les províncies atacades pel que s'han proposat dues opcions per al seu origen: bé eren grups de mercenaris establerts en aquestes províncies romanes que es van rebel·lar contra el govern o, més aviat, es tractava de grups errants procedents d'altres llocs del Barbaricum. Bona part dels alans s'havien escampat en petits grups després de l'agressió dels huns diverses dècades abans i havien buscat la seva pròpia destinació com a soldats de fortuna lluny del seu territori d'origen. Pel que fa als vàndals, no es té clar si eren contingents silinges, que habitaven a l'alt Main, o asdings, que ho feien al costat del Tisza. És possible que fossin dels últims ja que el lamentable estat en què havia quedat la prefectura d'Il·líria després d'anys de guerra va causar una deterior en les condicions de vida al nord del Danubi per la interrupció dels intercanvis comercials amb les províncies romanes i grups dels seus habitants van començar a buscar altres llocs on viure.

## Desenvolupament
Els vàndals i alans van atacar a la tardor de 401, van aconseguir sobrepassar les defenses frontereres al Danubi i van entrar a les províncies de Nòric Ripense i Rècia Segona on van estendre la destrucció i el pillatge. J.B. Bury opinava que estaven dirigits per Radagais qui quatre anys més tard va tornar a envair el territori romà al capdavant d'un gran grup de gots. Alan Cameron, per part seva, pensava que els alans eren comandats per Saül.
Per a l'alt comandament romà va quedar clar el perill que representava aquesta invasió si continuaven cap a Itàlia a través dels passos alpins i unien les seves forces amb l'exèrcit de Alaric. Estilicó no va enviar a un subordinat sinó que va prendre personalment el comandament de bona part de l'exèrcit italià i es va dirigir al nord. Va partir des de Mediolanum (Milà), la capital imperial en aquest moment, i a través del llac de Como es va dirigir al nord. No hi ha informació que es produís cap gran batalla sinó que Estilicó es va enfrontar per separat als diferents grups d'invasors. Va aconseguir expulsar a bona part d'ells fora de les fronteres de l'Imperi i convèncer a alguns perquè s'unissin a ell com a mercenaris per a lluitar contra Alaric.
Anul·lat el perill que els invasors de la Rècia s'unissin a Alaric, cap al febrer del 402, l'exèrcit romà va aconseguir travessar, de nou, els passos alpins en direcció sud i es va presentar a la vall del Po reforçat amb les noves incorporacions i disposat a detenir i expulsar als gots d'Itàlia.